# Carl Wieman
Carl Edwin Wieman (Corvallis, 26 marzo 1951) è un fisico statunitense.

## Biografia
Wieman è nato nello stato dell'Oregon, ha conseguito il bachelor of science nel 1975 al MIT ed il dottorato all'Università di Stanford nel 1977.
Il 9 ottobre 2001 gli è stato assegnato il Premio Nobel per la fisica, assieme a Wolfgang Ketterle ed Eric Cornell, per aver ottenuto la prima condensazione di Bose-Einstein e per i primi studi sulle proprietà dei condensati.